# NGC 5839
NGC 5839 ist eine linsenförmige Galaxie vom Hubble-Typ S0 im Sternbild Jungfrau und etwa 55 Millionen Lichtjahre von der Milchstraße entfernt. 
Sie wurde am 24. Februar 1786 von Wilhelm Herschel mit einem 18,7-Zoll-Spiegelteleskop entdeckt, der sie dabei mit „F“ beschrieb.